# LCDサウンドシステム (アルバム)
『LCDサウンドシステム』(LCD Soundsystem)は、アメリカのダンス・パンクバンドのLCDサウンドシステムが2005年に発表したデビュースタジオ・アルバム。DFAレコーズからリリースされた2枚組のアルバムで1枚目には新曲が、2枚目にはそれまでリリースされたシングル曲が収録されている。本作は第48回グラミー賞最優秀エレクトリック/ダンス・アルバム賞に、収録曲「ダフト・パンク・イズ・プレイング・アット・マイ・ハウス」は最優秀ダンス・レコーディング賞にそれぞれノミネートされた。

## 概要
2002年にシングル「ルージング・マイ・エッジ」で鮮烈なデビューを果たしたLCDサウンドシステムだったが、バンドの首謀者ジェームス・マーフィーはプロデューサーチームThe DFAの活動で多忙を極め、自身のプロジェクトどころではなくなっていた。2004年1月にジェームスが拠点にしていたニューヨークのDFAスタジオの暖房が壊れ仕事ができなくなり2か月ほど休暇が取れることになったため、その期間をアルバム製作にあてることにする。ニューヨークから車で6時間ほどのマサチューセッツにあるLongview Farms Studioを借り、電話もインターネットも繋がらない田舎で3週間を掛けアルバムを製作した。
2005年1月24日、初のスタジオアルバム『LCDサウンドシステム』(LCD Soundsystem)をDFAレコーズからリリース。全英アルバムチャートで20位を記録する。アルバムは2枚組で1枚目には新曲を収録、2枚目にはそれまでリリースした3枚のシングルが収録された。このアルバムから新たに「Movement」「Daft Punk Is Playing at My House」「Disco Infiltrator」「Tribulations」の4曲がシングルカットされたが、特に「Daft Punk Is Playing at My House」は全英シングルチャートで29位と健闘した。

## 評価
アルバム『LCDサウンドシステム』と収録曲「ダフト・パンク・イズ・プレイング・アット・マイ・ハウス」は第48回グラミー賞の最優秀エレクトリック/ダンス・アルバム賞と最優秀ダンス・レコーディング賞にそれぞれノミネートされた。アルバムは音楽メディアが発表する2000年代のベストアルバムのリストにてResident Advisorで5位、ピッチフォークで113位に選ばれている。また「Daft Punk Is Playing at My House」はローリング・ストーンが発表した2000年代のベストソングのリストで78位に選ばれた。

## 収録曲
ディスク1
1. "Daft Punk Is Playing at My House" – 5:16
2. "Too Much Love" – 5:42
3. "Tribulations" – 4:59
4. "Movement" – 3:04
5. "Never as Tired as When I'm Waking Up" – 4:49
6. "On Repeat" – 8:01
7. "Thrills" – 3:42
8. "Disco Infiltrator" – 4:56
9. "Great Release" – 6:35

ディスク2
1. "Losing My Edge" – 7:51
2. "Beat Connection" – 8:08
3. "Give It Up" – 3:55
4. "Tired" – 3:34
5. "Yeah" (Crass Version) – 9:21
6. "Yeah" (Pretentious Version) – 11:06
7. "Yr City's a Sucker" (Full Version) – 9:22